# Talar y carbonizar

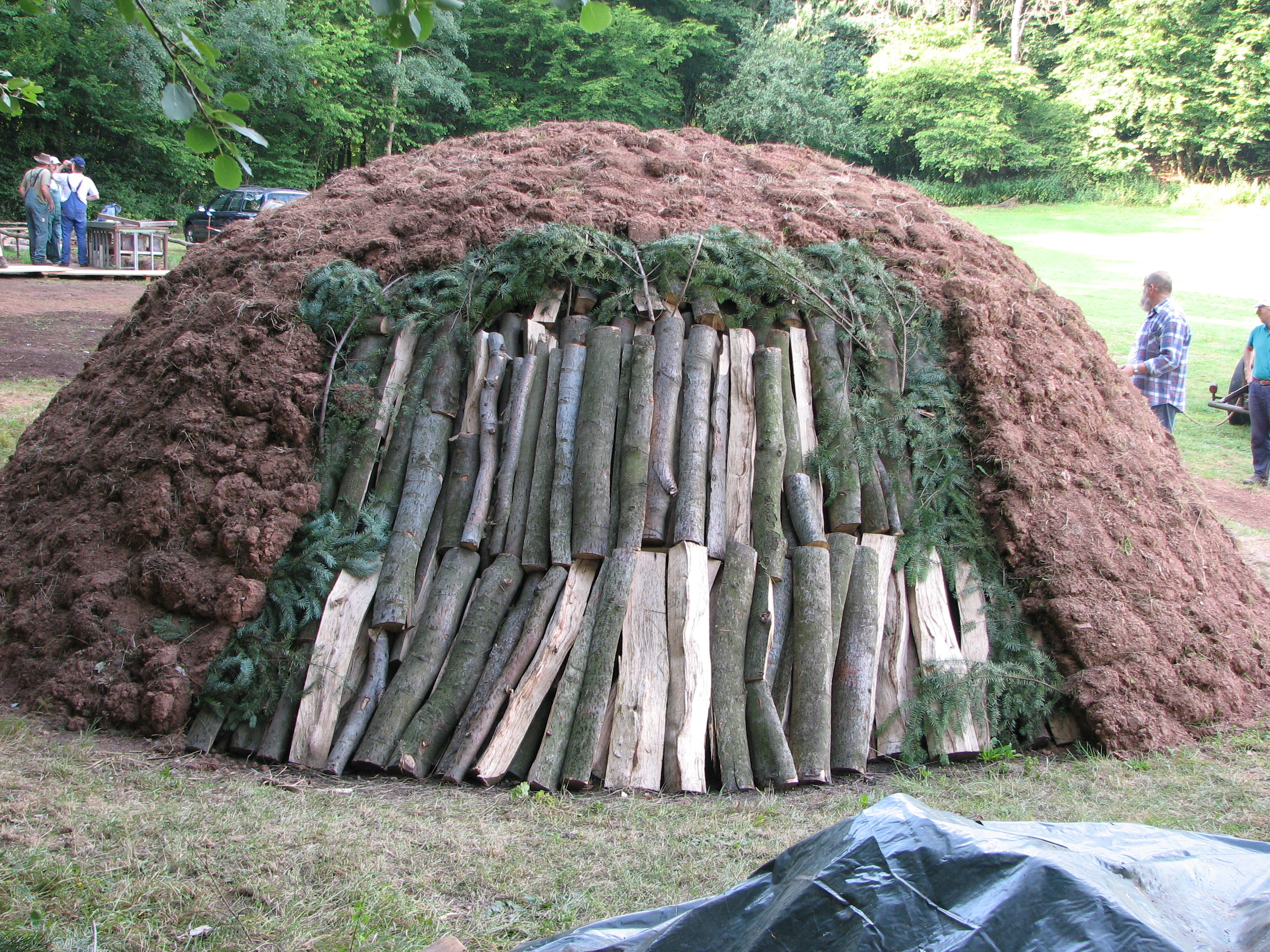
Ejemplo de la masa alternativa para producir carbón.

Talar y carbonizar es una alternativa a la tala y quema con un efecto menor sobre el medio ambiente. Consiste en convertir en carbón vegetal la biomasa que resulta de la tala del bosque, en vez de quemarla en un fuego abierto a la atmósfera. El carbón vegetal resultante puede utilizarse como biocarbón para mejorar la fertilidad del suelo.
En este contexto puede producirse el carbón vegetal por diversos métodos, del más sencillo (cubrir de tierra una pila de leña, disponiendo ventilaciones estratégicamente y prendiéndole fuego por debajo) al más sofisticado (un equipamiento moderno o planta industrial que recupera y convierte estrictamente todos los gases de combustión en ácido piroleñoso y gas de síntesis).
Cuando se quiere despejar una extensión de bosque para dedicarla a la agricultura, talar y carbonizar ofrece beneficios considerables para el medio ambiente cuando se compara con el método de tala y quema. Resulta en la producción de biocarbón, que entonces puede ser mezclado con biomasa (como residuos de cultivo, residuos alimentarios o estiércol), para enterrar la mezcla y formar así la llamada terra preta (preta por la palabra portuguesa para negra, no porque esta tierra presente un aspecto apretado o prieto). Esta terra preta es uno de los suelos más fértiles que existen, y el único, que se sepa, capaz de autorregenerarse, aunque la manera exacta en que esto sucede es una cuestión intensamente debatida por la comunidad científica.
Además talar y carbonizar fija en el suelo cantidades considerables de carbono del modo más seguro y beneficioso, muy al contrario que la tala y quema, la cual, al quemar todo el carbono de la biomasa talada, lo emite al aire y genera contaminación. Cambiar de tala y quema a talar y carbonizar puede fijar, en una forma altamente estable, hasta el 50 % del carbono que existía en esa área de bosque que se ha despejado. El mercado naciente de carbono, que patrocina proyectos de captura y almacenamiento de carbono, podría, si incentivara este método, simultáneamente aumentar los ingresos de los agricultores, frenar el ritmo de la actual deforestación y favorecer una agricultura más sostenible.